# WNBA-NBC Liga prvakinja
Liga prvakinja je godišnje natjecanje europskih klubova u kuglanju klasičnim načinom, a organizira ga sekcija za kuglanje klasičnim načinom Svjetske kuglačke asocijacije (WNBA-NBC, eng. World Ninepin Bowling Association - Ninepin Bowling Classic). Igra se od 2002. godine, a prve sezone je natjecanje nosilo naziv Euroliga. Za razliku od ostalih natjecanja, poput Svjetskog kupa, koji se igraju kao turnir, Liga prvakinja igra se tijekom cijele sezone

## Prvaci i doprvaci
| godina         | pobjednik                       | drugoplasirani                  |          |
| Euroliga       | Euroliga                        | Euroliga                        | Euroliga |
| -------------- | ------------------------------- | ------------------------------- | -------- |
| 2002.          | Electromures Romgaz Targu Mures | Rijeka Kvarner-WSO              |          |
| Liga prvakinja |                                 |                                 |          |
| 2003.          | Victoria 1947 Bamberg           | Miroteks Celje                  |          |
| 2004.          | Miroteks Celje                  | Podravka Koprivnica             |          |
| 2005.          | Victoria 1947 Bamberg           | Lanteks Celje                   |          |
| 2006.          | Electromures Romgaz Targu Mures | BBSV Wien (Beč)                 |          |
| 2007.          | Victoria 1947 Bamberg           | Podravka Koprivnica             |          |
| 2008.          | Miroteks Celje                  | ZTE-ZAEV Nöi Zalaegerszeg       |          |
| 2009.          | Victoria 1947 Bamberg           | Pionir Subotica                 |          |
| 2010.          | Victoria 1947 Bamberg           | Lanteks Celje                   |          |
| 2011.          | Lanteks Celje                   | Pionir Subotica                 |          |
| 2012.          | Lanteks Celje                   | Victoria 1947 Bamberg           |          |
| 2013.          | Victoria 1947 Bamberg           | Lanteks Celje                   |          |
| 2014.          | Celje                           | Victoria 1947 Bamberg           |          |
| 2015.          | Celje                           | Victoria 1947 Bamberg           |          |
| 2016.          | BBSV Wien (Beč)                 | Victoria 1947 Bamberg           |          |
| 2017.          | Victoria 1947 Bamberg           | BBSV Wien (Beč)                 |          |
| 2018.          | Victoria 1947 Bamberg           | Electromures Romgaz Targu Mures |          |
| 2019.          | Victoria 1947 Bamberg           | Mlaka Rijeka                    |          |
| 2021. ↓2021    | Victoria 1947 Bamberg           | Mlaka Rijeka                    |          |
| 2022.          | Mlaka Rijeka                    | Victoria 1947 Bamberg           |          |
| 2023.          | FWT-Composites Neunkirchen      | Victoria 1947 Bamberg           |          |

 Napomene: 

↑2021  za sezonu 2019./20. utakmice do četvrtzavršnice su odigrane po rasporedu, ali zbog prekida uzrokovanih pandemijom COVID-19 završni turnir je održan u lipnju 2021., te sezona 2020./21. nije održana 

## Vanjske poveznice
- (engl.) wnba-nbc.com
- (engl.) wnba-nbc.com, Champions League
- Liga prvaka  Arhivirana inačica izvorne stranice od 24. veljače 2014. (Wayback Machine)
- WNBA-NBC  Arhivirana inačica izvorne stranice od 27. veljače 2014. (Wayback Machine)
- wnba-nbc.de  Arhivirana inačica izvorne stranice od 6. lipnja 2017. (Wayback Machine)